# Mémorial Partigiani Stellina
Le mémorial Partigiani Stellina (anciennement Challenge Stellina) est une course de montagne reliant la ville de Suse à l'alpage de Costa Rossa sur le Rochemelon dans le Piémont en Italie. Elle a été créée en 1989.

## Histoire
La course est créée en 1989 par un groupe d'amis avec le soutien d'Alberto Bolaffi et du champion olympique Livio Berruti pour commémorer la victoire des partisans de la division « Stellina » lors de la bataille de Grange Sevine le 26 août 1944 faces aux forces nazies sur les flancs du Rochemelon. Ces troupes étaient commandées par « Aldo Laghi », qui était le nom de code de Giulio Bolaffi (it), le père d'Alberto,.
D'abord conçue sous forme de course de relais, le Challenge Stellina devient ensuite une épreuve individuelle à partir de 1992. Elle est d'abord réservée aux athlètes des pays ayant participé à la Seconde Guerre mondiale et la Suisse, puis s'ouvre ensuite aux autres pays.
En 1998, la course rejoint le calendrier du Grand Prix alpin et devient par la suite l'une des épreuves récurrentes de la Coupe du monde de course en montagne.
En 2007, la course est renommée Memorial Partigiani Stellina.
L'édition 2010 accueille les championnats d'Italie de course en montagne. Les hommes empruntent le nouveau parcours de 11 km tandis que les femmes courent sur un parcours spécial de 7,6 km et 1 500 m de dénivelé reliant Novalaise à Bar Cenisio.
L'édition 2016 accueille les championnats du monde Masters. Le Portugais César Costa et la Britannique Lou Roberts remportent la victoire.
Pour célébrer les 30 ans de la course, l'édition 2018 se déroule sur le parcours originel de 14,4 km et 1 630 m de dénivelé.
L'édition 2019 accueille la Coupe internationale U18 de course en montagne sur un parcours de 4,1 km et 200 m de dénivelé, à travers les ruines romaines au-dessus de l'arc d'Auguste le samedi 24 août 2019. La course traditionnelle n'a pas lieu, mais une course de relais commémorative a lieu le dimanche sur le parcours traditionnel.
L'édition 2020 accueille à nouveau les championnats d'Italie de course en montagne mais comme épreuve unique en raison de la pandémie de Covid-19.
L'édition 2022 réinstaure le Trophée des nations, une compétition informelle pour les équipes nationales organisée durant la course avant 2006. Avec Henri Aymonod deuxième et Andrea Rostan cinquième, l'Italie s'impose devant le Royaume-Uni et les États-Unis. L'épreuve féminine est remportée par le Royaume-Uni avec Scout Adkin deuxième et Sara Willhoit sixième. L'Italie et les États-Unis complètent le podium.
L'édition 2024 est annulée pour des raisons organisationnelles.
L'événement fait son retour en 2025, mais accueille les championnats régionaux jeunesse. Tout comme en 2019, la course traditionnelle n'a pas lieu.

## Parcours
Le parcours part depuis l'arc d'Auguste. Il traverse la ville de Suse et monte sur les villages d'Urbiano et de Braida. Il monte ensuite en direction du hameau de Chiamberlando. Il remonte ensuite en direction du refuge de La Riposa puis bifurque sur l'alpage de Costa Rossa. Il mesure 14,4 km pour 1 630 m de dénivelé.
De 1993 à 2008, les femmes prennent le départ à Chiamberlando. Le parcours mesure 8,1 km pour un dénivelé de 820 m.
En 2009, une avalanche force les organisateurs à modifier le tracé à la dernière minute. La distance exacte n'est pas mesurée.
Entre 2010 et 2017, le parcours est raccourci à 11 km. Il emprunte un chemin plus direct entre Chiamberlando et Costa Rossa. Il est le même pour les hommes et les femmes.
En 2023, de fortes pluies contraignent les organisateurs à abaisser l'arrivée à Chiamberlando. Le parcours mesure 6,5 km pour 800 m de dénivelé positif.

## Vainqueurs

### Course de relais
| Année | Équipe                                       | Temps           |
| ----- | -------------------------------------------- | --------------- |
| 1989  | Italie Costantino Bertolla, Luigi Bortoluzzi | 1 h 21 min 25 s |
| 1990  | Italie Fausto Bonzi, Fabio Ciaponi           | 1 h 20 min 16 s |
| 1991  | Italie Costantino Bertolla, Davide Milesi    | 1 h 21 min 0 s  |

### Course individuelle
| Année | Hommes            | Temps           | Femmes               | Temps           |
| ----- | ----------------- | --------------- | -------------------- | --------------- |
| 1992  | Franco Naitza     | 1 h 26 min 7 s  |                      |                 |
| 1993  | Fausto Bonzi      | 1 h 22 min 37 s | Sarah Young          | 56 min 30 s     |
| 1994  | Thierry Icart     | 1 h 22 min 27 s | Isabelle Guillot     | 49 min 28 s     |
| 1995  | Antonio Molinari  | 1 h 18 min 44 s | Gudrun Pflüger       | 50 min 8 s      |
| 1996  | Antonio Molinari  | 1 h 17 min 36 s | Gudrun Pflüger       | 47 min 55 s     |
| 1997  | Antonio Molinari  | 1 h 21 min 57 s | Flavia Gaviglio      | 48 min 38 s     |
| 1998  | Antonio Molinari  | 1 h 20 min 35 s | Matilde Ravizza      | 48 min 33 s     |
| 1999  | Jonathan Wyatt    | 1 h 16 min 24 s | Izabela Zatorska     | 48 min 8 s      |
| 2000  | Jonathan Wyatt    | 1 h 15 min 50 s | Birgit Sonntag       | 46 min 45 s     |
| 2001  | Jonathan Wyatt    | 1 h 17 min 18 s | Izabela Zatorska     | 48 min 10 s     |
| 2002  | Jonathan Wyatt    | 1 h 15 min 9 s  | Angela Mudge         | 47 min 46 s     |
| 2003  | Jonathan Wyatt    | 1 h 16 min 30 s | Antonella Confortola | 48 min 7 s      |
| 2004  | Jonathan Wyatt    | 1 h 14 min 37 s | Izabela Zatorska     | 48 min 8 s      |
| 2005  | Jonathan Wyatt    | 1 h 17 min 32 s | Vittoria Salvini     | 49 min 32 s     |
| 2006  | Jonathan Wyatt    | 1 h 15 min 48 s | Melissa Moon         | 49 min 34 s     |
| 2007  | Jonathan Wyatt    | 1 h 17 min 23 s | Mateja Kosovelj      | 50 min 50 s     |
| 2008  | Jonathan Wyatt    | 1 h 17 min 59 s | Mateja Kosovelj      | 49 min 41 s     |
| 2009  | Jonathan Wyatt    | 1 h 7 min 56 s  | Zhanna Vokueva       | 39 min 39 s     |
| 2010  | Martin Dematteis  | 1 h 3 min 49 s  | Valentina Belotti    | 44 min 37 s     |
| 2011  | Seboka Tola       | 1 h 3 min 59 s  | Aynalem Woldemichael | 1 h 15 min 5 s  |
| 2012  | Martin Dematteis  | 1 h 6 min 22 s  | Helen Jepkurgat      | 1 h 17 min 11 s |
| 2013  | Jonathan Wyatt    | 1 h 5 min 30 s  | Antonella Confortola | 1 h 19 min 33 s |
| 2014  | Jonathan Wyatt    | 1 h 5 min 17 s  | Helen Jepkurgat      | 1 h 18 min 48 s |
| 2015  | Alex Baldaccini   | 1 h 6 min 13 s  | Antonella Confortola | 1 h 20 min 48 s |
| 2016  | Bernard Dematteis | 1 h 9 min 58 s  | Antonella Confortola | 1 h 21 min 9 s  |
| 2017  | Alex Baldaccini   | 1 h 5 min 39 s  | Camilla Magliano     | 1 h 19 min 29 s |
| 2018  | Johan Bugge       | 1 h 19 min 47 s | Sarah McCormack      | 1 h 35 min 54 s |
| 2020  | Cesare Maestri    | 1 h 20 min 51 s | Gaia Colli           | 1 h 14 min 16 s |
| 2021  | Henri Aymonod     | 1 h 19 min 32 s | Andrea Mayr          | 1 h 29 min 41 s |
| 2022  | Joseph Gray       | 1 h 20 min 36 s | Grayson Murphy       | 1 h 32 min 43 s |
| 2023  | Joe Steward       | 34 min 33 s     | Andrea Mayr          | 40 min 17 s     |

 Record de l'épreuve (14,4 km)